# Vear
Vear este o localitate din comuna Stokke și Tønsberg, provincia Vestfold, Norvegia, cu o suprafață de 2,26 km² și o populație de 3.578 locuitori (2013).